# Smart Gastronomy Lab
 (février 2018).
Le Smart Gastronomy Lab est un « living lab » belge situé à Gembloux dont l'objectif est d'encourager l’expérimentation gastronomique et technologique. 

## Origine
Inauguré en janvier 2015, le Smart Gastronomy Lab associe l’expertise culinaire et la créativité des chefs à la science et la maîtrise technologique des chercheurs[non neutre]. 
Ce laboratoire, fondé par Eric Haubruge et Dorothée Goffin, est un partenariat entre Gembloux Agro-Bio Tech (Université de Liège), Generation W, le KIKK et le Bureau économique de la Province de Namur (BEP). 
Il s'agit, avec le WeLL (Wallonia e-health Living Lab), d'un des deux projets pilotes de Living Lab développés en par Creative Wallonia et coordonnés par le CETIC. Le laboratoire est actuellement implanté sur le campus de Gembloux Agro-Bio Tech. 
Lors de l'Exposition universelle de 2015 à Milan, le Smart Gastronomy Lab a présenté son imprimante culinaire 3D au sein du pavillon belge.
En 2016, le Smart Gastronomy Lab a reçu le « Culinary Innovators Award » de Gault&Millau, dans la catégorie « Institution or Service »